# Джунейт Али
Джунейт Али Али (роден на 5 септември 1994 г.) е български футболист, който играе на поста десен бек. Състезател на Локомотив София.

## Кариера

### Берое
На 1 юли 2020 г. Али става футболист на Берое. Дебютира на 28 август при победата с 6:0 като домакин на врачанския Ботев.

### Арда
На 6 юни 2022 г. Джунейт подписва с Арда. Прави дебюта си на 5 септември при загубата с 2:0 като гост на Левски (София).

### Крумовград
На 6 юли 2023 г. Али става част от отбора на Крумовград. Записва своя дебют за тима на 28 юли при загубата с 1:3 като домакин на Черно море.